# Otto Neumann
Otto Neumann (Karlsruhe, 28 agosto 1902 – Mannheim, 12 aprile 1990) è stato un velocista e ostacolista tedesco.

## Palmarès

### Olimpiadi
- Argento a Amsterdam 1928 nella staffetta 4×400 metri.